# Gulnazar
Gülnezer Bextiyar (en uigur: گۈلنەزەر بەختىيار, chino tradicional: 古力娜扎爾·拜合提亞爾, chino simplificado: 古力娜扎尔·拜合提亚尔, pinyin: Gǔlìnàzhāer Bàihétíyàer) conocida como Gulinazha (en chino: 古力娜扎), es una actriz china.

## Biografía
Es de origen uigur, habla con fluidez uigur (nativo) y chino mandarín.
Asistió al "Xinjiang Arts University" donde se especializó en baile.
Más tarde se unió a la Academia de Cine de Pekín (en inglés: "Beijing Film Academy") de donde se graduó en el 2011.
Es fan de BTS y del actor Lee Min-ho.
En agosto del 2015 se confirmó que mantenía una relación con el actor Hans Zhang, sin embargo en octubre del 2017 anunciaron que habían terminado.

## Carrera
Es miembro de la agencia "Tangren Media".
En julio del 2012 se unió al elenco principal de la serie Xuan-Yuan Sword: Scar of Sky (軒轅劍之天之痕) donde dio vida a Yu Xiaoxue, la descendiente de la diosa Nüwa, que posee la habilidad de curar y tratar enfermedades. 
En febrero del 2016 se unió al elenco recurrente de la serie Legend of Nine Tails Fox donde interpretó a Tao Heng.
En abril del mismo año se unió al elenco de la serie God of War, Zhao Yun donde dio vida a Diaochan, una de las Cuatro Bellezas de la antigua China.
El 23 de mayo del mismo año Chinese Paladin 5 (仙剑云之凡) donde interpretó a Tang Yurou, la discípula del sabio Cao Gu (Guo Xiaoting), que posee un talento en medicina y padece una enfermedad inusual desde su nacimiento, hasta el final de la serie el 19 de julio del mismo año.
El 10 de febrero del 2017 se unió al elenco de la película de acción The Game Changer donde dio vida a Tang Qianqian, la hija del Señor Tang Hexuan (Wang Xueqi).
El 17 de febrero del mismo año se unió al elenco principal de la serie Fighter of the Destiny donde interpretó a Xu Yourong, una mujer santa que posee la sangre del fénix que ha estado enamorada de Chen ChangSheng (Luhan) desde que eran pequeños luego de que este le salva la vida, hasta el final de la serie el 1 de junio del mismo año.
El 19 de julio del 2019 se unió al elenco principal de la serie Return the World to You (también conocida como "Retourner Le Monde à Toi") donde dio vida a Shen Yien, una inteligente diseñadora de moda, hasta el final de la serie el 19 de agosto del mismo año.
El 19 de septiembre del mismo año se unió al elenco principal de la serie Ten Years Late donde interpretó a Yuan Lai, una mujer que luego de reencontrarse con su primer y verdadero amor Jin Ran (Shawn Dou) comienza un camino de sanación, hasta el final de la serie el 13 de octubre del mismo año.
En diciembre del mismo año modeló la colección Alexander McQueen’s Spring 2020 Ready-to-Wear.
El 27 de marzo de 2021 se unió al elenco principal de la serie Twelve Legends (十二谭, también conocida como "Twelve Tan") donde dio vida a Ye Ming, asta el final de la serie el 17 de abril del mismo año.
El 25 de abril del mismo año se unirá al elenco principal de la serie Dancing in the Storm (风暴舞) donde interpretará a la agente Maggie Zhou.
El 30 de abril del mismo año aparecerá en la película de fantasía y acción Dynasty Warriors (真三国无双) donde dará vida nuevamente a Diaochan.
También se unirá al elenco

## Filmografía

### Series de televisión
| Año  | Título                                               | Personaje                 | Notas         |
| ---- | ---------------------------------------------------- | ------------------------- | ------------- |
| TBA  | Floating Life Knows the Stars                        | -                         | [ 18 ]        |
| TBA  | Lord Snow Eagle                                      | Yu Jingqiu                | [ 19 ]        |
| TBA  | Incomparable Beauty                                  | Yu Jiaen                  |               |
| 2021 | Dancing in the Storm                                 | Zhou Zixuan / Maggie Zhou | 43 episodios  |
| 2021 | Twelve Legends                                       | Ye Ming                   | 32' episodios |
| 2021 | Weaving a Tale of Love (Da Tang Ming Yue) (大唐明月) | Kudi Liuli                | 40 episodios  |
| 2019 | Ten Years Late                                       | Yuan Lai                  | 39 episodios  |
| 2019 | Return the World to You                              | Shen Yien                 | 58 episodios  |
| 2017 | Fighter of the Destiny                               | Xu Yourong                | 52 episodios  |
| 2016 | Chinese Paladin 5                                    | Tang Yurou                | 45 episodios  |
| 2016 | First Love                                           | Ning Xiaomeng             | 40 episodios  |
| 2016 | God of War, Zhao Yun                                 | Diaochan                  |               |
| 2016 | Go! Goal! Fighting!                                  | Yu Fei                    |               |
| 2016 | Legend of Nine Tails Fox                             | Tao Heng / Heng Niang     |               |
| 2016 | The Classic of Mountains and Seas                    | Su Mo                     | 42 episodios  |
| 2012 | Xuan-Yuan Sword: Scar of Sky                         | Yu Xiaoxue                |               |

### Películas
| Año  | Título                             | Personaje     | Notas                                                                                  |
| ---- | ---------------------------------- | ------------- | -------------------------------------------------------------------------------------- |
| 2021 | Dynasty Warriors                   | Diaochan      | junto a Louis Koo, Carina Lau, Wang Kai, Tony Yang y Han Geng                          |
| 2019 | Voice of the Nation                | Yuan Chunhui  |                                                                                        |
| 2017 | City of Rock                       | Ding Jianguo  | junto a Dong Chengpeng, Liu Yan, Lee Hong-chi, Zhao Lusi y Han Tongsheng               |
| 2017 | The Game Changer                   | Tang Qianqian | junto a Peter Ho, Huang Zitao, Wang Xueqi y Choo Ja-hyun                               |
| 2016 | Xuanyuan Sword 6                   | Hu Yue        | (corto)                                                                                |
| 2015 | A Privacy Safe                     | Chen Man      |                                                                                        |
| 2015 | Lovers & Movies                    | Jiameng       | junto a Francis Ng, Yu Nan, Kim Bum y Zhang Xueying                                    |
| 2014 | The Boundary                       | Shao Yu       | junto a Liu Ye, Vincent Zhao, Choo Ja-hyun, Marc Ma (馬浴柯) y Xue Haowen              |
| 2014 | Black & White: The Dawn of Justice | Li Xiaomu     | junto a Mark Chao, Janine Chang, Lin Gengxin, Xiu Jiekai y Terri Kwan                  |
| 2014 | The Breakup Guru                   | Xiao Zhuang   | junto a Deng Chao, Yang Mi, Liu Yan y Sun Li                                           |
| 2013 | Police Story 2013                  | Xiao Wei      | junto a Jackie Chan, Liu Ye, Jing Tian, Yin Tao, Liu Yiwei, Zhou Xiaoou y Yu Rongguang |
| 2012 | Café. Un moment Lent               | Nana          | (corto)                                                                                |
| 2012 | Xuanyuan Sword 7                   | Yu Xiaoxue    | (corto)                                                                                |

### Programas de variedades
| Año                          | Programa                                            | Notas                  |
| ---------------------------- | --------------------------------------------------- | ---------------------- |
| 2020                         | I Like You, Me Too Season 2 (Love Timing: Season 2) | 13 episodios - miembro |
| 2019                         | I Like You Too (喜欢你，我也是)                     | 12 episodios - miembro |
| 2018                         | 芭姐挑战你                                          |                        |
| 2012, 2016, 2017, 2019, 2021 | Happy Camp                                          | 6 episodios - invitada |
| 2017                         | Divas Hit the Road 3                                | 12 episodios - miembro |
| 2016                         | 芭莎大咖秀第三季                                    |                        |
| 2012, 2016                   | Day Day Up                                          | invitada               |
| 2015                         | Up Idol S1                                          | 12 episodios - miembro |
| 2014                         | Keep Running                                        | (ep. #2) - invitada    |
| 2012                         | 越淘越开心                                          |                        |
| 2010                         | 幸福晚点名                                          |                        |

### Aparición en videos musicales
| Año  | Artista  | Canción                   | Notas |
| ---- | -------- | ------------------------- | ----- |
| 2012 | Jay Chou | "Red Dust Inn" (红尘客栈) |       |

### Endorsos
| Año             | Marcas     | Notas |
| --------------- | ---------- | ----- |
| ¿? - 2021       | Puma China |       |
| 2018 - presente | Qeelin     |       |

### Anuncios
| Año  | Título                           | Notas |
| ---- | -------------------------------- | ----- |
| 2013 | les COUTURE                      |       |
| 2013 | Yangshengtang Natural Vitamin C  |       |
| 2012 | Xuan Yuan Sword 7 (Online)       |       |
| 2012 | Haruki Cosmetic                  |       |
| 2011 | Haier                            |       |
| 2010 | Shanghai Parkson Shopping Center |       |
| 2010 | Semir                            |       |

### Revistas / sesiones fotográficas
| Año                    | Título                                             | Notas                                |
| ---------------------- | -------------------------------------------------- | ------------------------------------ |
| 2020                   | L’Officiel China                                   | (publicación de julio)               |
| 2020                   | SuperELLE China                                    | (publicación de enero)               |
| 2019                   | Nylon China                                        | (publicación de diciembre)           |
| 2019                   | Madame Figaro China                                | (publicación de noviembre/diciembre) |
| 2019                   | Dazed China                                        | (publicación de noviembre/diciembre) |
| 2019                   | Cosmopolitan Korea                                 | (publicación de noviembre)           |
| 2019                   | Giorgio Armani Beauty (Lip Maestro Lip Stain #206) |                                      |
| 2019                   | FireBible                                          |                                      |
| 2019                   | Puma                                               |                                      |
| 2017, 2018, 2019       | Grazia China (红秀)                                | (publicación #426)                   |
| 2016, 2018, 2019       | L'OFFICIEL (时装)                                  |                                      |
| 2013, 2018, 2019       | COSMOPOLITAN (时尚)                                |                                      |
| 2018, 2019             | So Figaro (费加罗周刊-精品购物指南)                |                                      |
| 2018, 2019             | OK！(精彩)                                         |                                      |
| 2018                   | YOHO! (女生志)                                     |                                      |
| 2018                   | FIGARO (世界)                                      |                                      |
| 2017, 2018             | InStyle China                                      |                                      |
| 2013, 2018             | VOGUE (时尚网)                                     |                                      |
| 2012, 2015, 2016, 2017 | ELLE (世界时装之苑)                                |                                      |
| 2013, 2016             | SELF (悦己)                                        |                                      |
| 2013                   | THE ONE (壹号)                                     |                                      |
| 2013                   | Femina (伊周)                                      |                                      |
| 2012                   | EASY                                               |                                      |
| 2012                   | NEW FACE                                           |                                      |
| 2012                   | COMFORT (舒适)                                     |                                      |
| 2012                   | Modern Lady (优家画报)                             |                                      |
| 2012                   | Gainer (优享生活)                                  |                                      |
| 2012                   | MENS-JOKER (型男志)                                |                                      |

### Eventos
| Año  | Título                            | Notas  |
| ---- | --------------------------------- | ------ |
| 2019 | 2019 Fashion Gala - Madame Figaro |        |
| 2019 | 2019 Cosmo Glam Night             |        |
| 2019 | 2019 Bazaar Stars Charity Night   | [ 23 ] |
| 2019 | 2019 L’Officiel Fashion Night     |        |

### Embajadora
| Año    | Título           | Notas                                  |
| ------ | ---------------- | -------------------------------------- |
| 2020 - | Make Up For Ever | Portavoz de la región de Asia Pacífico |
| 2019 - | Tiffany & Co.    |                                        |
| 2017   | Fendi            | [ 24 ]                                 |

## Discografía

### Singles
| Año  | Canción                  | Álbum                            | Notas |
| ---- | ------------------------ | -------------------------------- | ----- |
| 2019 | "End of Time" (时光尽头) | OST de "Return the World to You" |       |

### Otras canciones
| Año  | Título                            | Álbum                                                  | Notas                                                                                 |
| ---- | --------------------------------- | ------------------------------------------------------ | ------------------------------------------------------------------------------------- |
| 2020 | Let the World Be Filled With Love | Lanzado por China Federation of Literary & Art Circles | (Canción para apoyar a quienes luchan contra el coronavirus) - junto a otros artistas |

## Premios y nominaciones
| Año  | Categoría                       | Premio                                   | Trabajo                                               | Resultado |
| ---- | ------------------------------- | ---------------------------------------- | ----------------------------------------------------- | --------- |
| 2019 | Weibo Goddess                   | Weibo Award Ceremony                     | -                                                     | Ganó      |
| 2018 | Breakthrough Actress            | 23rd Huading Award                       | City of Rock                                          | Ganó      |
| 2018 | Generation Transformation Award | L'Officiel Night                         | -                                                     | Ganó      |
| 2018 | Popularity Award                | Weibo Movie Awards Ceremony              | -                                                     | Ganó      |
| 2018 | Shining Beautiful Idol          | 25th Cosmo Beauty Ceremony               | -                                                     | Ganó      |
| 2018 | Trend of the Year               | China Screen Ranking                     | -                                                     | Ganó      |
| 2018 | Popular Artist Award            | Weibo Awards Ceremony                    | -                                                     | Ganó      |
| 2017 | Popular Artist Award            | 6th iQiyi All-Star Carnival              | -                                                     | Ganó      |
| 2017 | Hot Era Reader                  | L'Officiel Fashion Night Influence Award | -                                                     | Ganó      |
| 2017 | Best Actress (Ancient Drama)    | 22nd Huading Award                       | Chinese Paladin 5                                     | Nominada  |
| 2015 | Newcomer Award                  | 15th Golden Phoenix Award                | Black & White: The Dawn of Justice & The Breakup Guru | Ganó      |